# Distretto di Mir Bacha Kot
Il distretto di Mir Bacha Kot è un distretto dell'Afghanistan appartenente alla provincia di Kabul. Viene stimata una popolazione di 50.800 abitanti (dato 2012-13).